# داگلاس نورتکات
داگلاس جفری نورتکات (به انگلیسی: Douglas Northcott) (زاده ۳۱ دسامبر ۱۹۱۶-درگذشته ۸ آوریل ۲۰۰۵ در لندن) ریاضیدان اهل انگلستان بود.
او در دانشگاه کمبریج شاگرد گادفری هارولد هاردی بود ولی به دلیل جنگ جهانی دوم در تحصیلاتش وقفه ای ایجاد شد و او پس از سقوط سنگاپور در اسارت ژاپنی ها افتاد. از ۱۹۴۶ تا ۱۹۴۸ را در دانشگاه پرینستون گذراند و در آنجا زیر تاثیر امیل آرتین از آنالیز به جبر روی آورد. وی از سال ۱۹۵۲ تا زمان بازنشستگی در ۱۹۸۲ استاد دانشگاه شفیلد بود. زمینه کاری نورتکات جبر جابجایی بود و در این شاخه به ویژه نظریه ای که او با همکاری دیوید ریس پروراند بسیار نامدار است. نورتکات در سالهای ۱۹۶۸/۶۹ معاون انجمن ریاضی لندن بود.